# 莱昂内尔·费尔南德斯
莱昂内爾·安東尼奥·费南德斯·雷纳（西班牙語：Leonel Antonio Fernández Reyna，1953年12月26日—），前任多明尼加共和國總統。
费南德斯出生於多明尼首都聖多明哥，年幼時曾随父母移居美國，在纽约完成部分學業後返回多明尼加。1978年畢業於聖多明哥自治大學，隨後前往美國、墨西哥和法國留學，獲得法學博士學位。在那里，他加入多明尼加革命黨，1973年革命黨分裂，他追随胡安·博什，創建多明尼加解放黨，先後擔任該黨中央委員會委員和政治委員會委員，負責黨的的對外宣傳和國際關係事務。1994年作為解放黨副總統候選人，和解放黨領袖胡安·博什聯手參選失敗。
1996年的總統選舉，费南德斯作為多明尼加解放黨候選人，在第二輪投票中，得到總統華金·巴拉格爾領導的基督教社會革命黨的支持，從而當選總統，随後於8月16日宣誓就職。
费南德斯第一個總統任期進行了重要改革，他帮助提高多明尼加参與西半球論壇，如美洲國家組織和邁阿密首腦會議。多明尼加經濟平均增長率達到7%，高於拉丁美洲同一時期的平均水平。多明尼加的通貨膨脹率保持在個位數的低水平。
他還開始了一項非常有遠見的計畫，要建設該國第一個現代化港口，他说，“我們可以成為加勒比的新加坡。”但是他延遲基本社會改革，如教育和公共衛生改革。
2000年，依照多國憲法，費南德斯無法參選連任，他選擇了自己的得力助手達尼洛·梅迪纳（Danilo Medina），但是敗给了多明尼加革命黨的候選人伊波利托·梅希亞。
梅希亞總統上任後開始削减政府预算並將民間汽油價格提高百分之三十，期望以這多餘的經費可以用到國家的福利政策上。但是2001年美國911事件毫無預警的讓多國出口贸易和觀光事业大幅萎缩，加上2002年多國第二大銀行發生38億美金呆帳倒閉，梅希亞總統並沒採取任何挽救措施，經濟不景氣讓多明尼加貨幣大幅度貶值。在這種背景下舉行的2004年總統選舉，莱昂内爾·費南德斯輕易獲得57%的選票，第二次當選總統。2008年，他又順利獲得連任。
費南德斯注重經濟發展，但是對國內多年貪污腐敗的問题，没有採取有效加以打擊。
2005年9月鳴響世界之愛和平金鐘並簽署國際愛與和平日宣言。
2008年3月哥倫比亞、厄瓜多和委內瑞拉三國瀕臨戰火危機，費南德斯於里約集團峰會期間主動協調，成功化解戰爭危機，和平落幕。同年4月並獲頒世界和平文化獎。
| 前任： 華金·巴拉格爾   | 多明尼加總統 1996年－2000年 | 繼任： 伊波利托·梅希亞 |
| 前任： 伊波利托·梅希亞 | 多明尼加總統 2004年－2012年 | 繼任： 達尼洛·梅迪納   |

1. ↑  三次會面多明尼加總統　洪淑琪談不可能的任務 （页面存档备份，存于）
2. ↑  拉美三國握手言和　查韋斯籲團結(2008年03月08日) （页面存档备份，存于）
3. ↑  世界之愛和平總會頒和平獎給多明尼加總統 （页面存档备份，存于）